# 片桐宗幽
片桐 宗幽（かたぎり そうゆう、享保11年（1727年） - 天明3年（1783年））は、石州流の茶人である。宗幽は法号、茶号で、諱は友從（ともゆき）。通称は虎之助、民部、帯刀。父は片桐友晴。母は野代氏。妻は片桐貞音の娘。子供に片桐佑賢（すけかた）がいる。
大和小泉藩主片桐石州の次男貞晴に始まる分家旗本家の5代目。延享元年（1744年）3月12日、将軍徳川吉宗に拝謁する。宝暦10年12月28日（1760年）、遺跡を継ぐ。天明3年（1783年）3月27日、致仕する。